# 金栗四三
金栗 四三（かなくり しそう〈読みについては後述〉、1891年〈明治24年〉8月20日 - 1983年〈昭和58年〉11月13日）は、日本のマラソン選手、学校教員。位階は従五位。
青壮年期にオリンピックのマラソン競走に日本代表選手として参加した。また裏方としても各マラソン大会や東京箱根間往復大学駅伝競走（箱根駅伝）の開催に尽力したり、日本に高地トレーニングを導入したりするなど、日本マラソン界の発展に大きく寄与したことから「日本マラソンの父」と称される。

## 名前
名前の読みは文献により「かなぐり」「かなくり」、「しそう」「しぞう」と一致しない。これについて熊本県和水町社会教育課では「どれが正しく、どれが正しくないとは言えない。それぞれの呼び方で親しんでいただければ」としている。なお1914年（大正3年）に養子に入り本名も池部四三となったが、養子先の計らいでその後も金栗姓を用いつづけた。
名誉市民として顕彰している玉名市では、かつては市のウェブサイトで『玉名市では「かなくり しぞう」と読むことで統一しています。これは、金栗さん本人が昭和37年（1962）に書いた英文の手紙に「Shizo Kanakuri」と署名していること、昭和39年オリンピック東京大会組織委員会発行の身分証明書での「KANAKURI SHIZO」、昭和42年（1967）外務省発行のパスポートでの「SHIZO IKEBE」というアルファベット表記によるものです。』としていた。しかし、「SHISO」と署名しているものもあり、「しぞうでなく、しそうと読むのです」と記者に答えた新聞記事があるなど、玉名市などの関係自治体が調査・協議し、金栗の親族とも話し合った結果、2018年（平成30年）1月29日に市としては「かなくり しそう」で統一すると発表した。

## 生涯

### 生誕から東京高師まで
金栗は、1891年（明治24年）8月20日に熊本県玉名郡春富村（現在の和水町）の15、6代続いた村の名家に8人兄弟の7番目として生まれた。名の「四三」は、誕生時に父の年齢が43歳であったことに由来する。四三は5歳頃までは異常体質と言われるくらいひ弱な子どもで、特に2歳の頃までは夜泣きをしては家中の者を困らせていた。しかし、10歳となる年の1901年（明治34年）、玉名北高等小学校（跡地には現在南関町立南関第三小学校が建てられている）への進学を機に、自宅から学校までの山坂を越える往復約12kmの通学路を、近所の生徒たちと毎日走って行き戻りする「かけあし登校」を始め、マラソンの基礎を築くこととなった。
高等小学校卒業後に進学した旧制熊本県立玉名中学校（現・熊本県立玉名高等学校・附属中学校）では成績優秀なことから特待生に選ばれ、卒業後の1910年（明治43年）、同級生の美川秀信と共に「玉名中学校からたった2人の合格者」として東京高等師範学校（東京高師、後の東京教育大学、現・筑波大学）に入学する。

### オリンピック出場
1911年（明治44年）、金栗は翌年に開催されるストックホルムオリンピックに向けたマラソンの予選会に出場し、マラソン足袋で当時の世界記録（当時の距離は25マイル=40.225キロ）を27分も縮める大記録（2時間32分45秒）を出し、短距離の三島弥彦と共に日本人初のオリンピック選手となった。

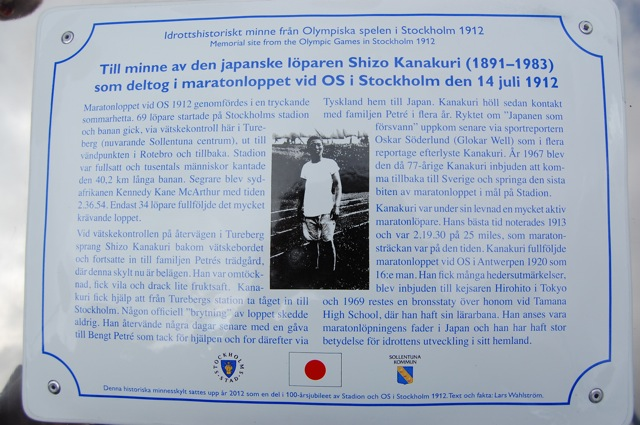
ストックホルム近郊のマラソンコース上の町・ソレントゥナに設置された金栗四三の記念銘板。

翌1912年（明治45年）のストックホルムオリンピックでは、レース途中の26.7km地点で日射病により意識を失って倒れ、近くの農家で介抱される。金栗が目を覚ましたのは既に競技が終わった翌日、7月15日の朝であった。このため金栗はレースを諦めざるを得ず、棄権扱いとなり、そのまま帰国した。金栗は同日の日記に、「大敗後の朝を迎う。終生の遺憾のことで心うずく。余の一生の最も重大なる記念すべき日になりしに。しかれども失敗は成功の基にして、また他日その恥をすすぐの時あるべく、雨降って地固まるの日を待つのみ。人笑わば笑え。これ日本人の体力の不足を示し、技の未熟を示すものなり。この重圧を全うすることあたわざりしは、死してなお足らざれども、死は易く、生は難く、その恥をすすぐために、粉骨砕身してマラソンの技を磨き、もって皇国の威をあげん」との所感を綴っている。
金栗が倒れた直接の理由は日射病であるが、それ以外にも様々な要因があった。
1. 日本は初参加でありスケジュール調整や選手の体調管理など、選手サポートのノウハウが無かった。当時のスウェーデンには米がなく、予算の都合で人数分を持参するのも難しかったなど、食事の面で苦労した。
2. 当時、日本からスウェーデンへは船とシベリア鉄道で20日もかかり、金栗を含む多くの選手は初の海外渡航であるなど負担が大きかった。金栗も途中で「もう日本に帰ろう」と弱音を吐くほどであった[9]。
3. スウェーデンは緯度が高くオリンピック開催期間はほぼ白夜であったため、不慣れな日本人には睡眠に支障があった。
4. 金栗が日本で走っていたのは舗装されていない土道ばかりで、石畳など舗装された路面での練習に慣れていなかった。舗装された路面で足袋が破れ、ヒザを痛める結果になった。
5. マラソンの当日は金栗を迎えに来るはずの車が来ず、競技場まで走らなければいけなかった。また、当日は最高気温40°Cという記録的な暑さで、レース途中、折り返し地点には給水所が用意されていたものの、参加者68名中およそ半分が途中棄権し、ポルトガルのフランシスコ・ラザロはレース中に倒れて翌日死亡するなど過酷な状況であった。しかも、金栗はその給水所に立ち寄らず給水していなかった。

マラソン中に消えた日本人の話は、地元で開催されたオリンピックの話題の一つとしてスウェーデンではしばらく語り草となっていた。金栗はまた、マラソンを途中で止めた理由として、単にソレントゥナ（Sollentuna）のとある家庭で庭でのお茶会に誘われ、ご馳走になってそのままマラソンを中断したという解釈も示された。

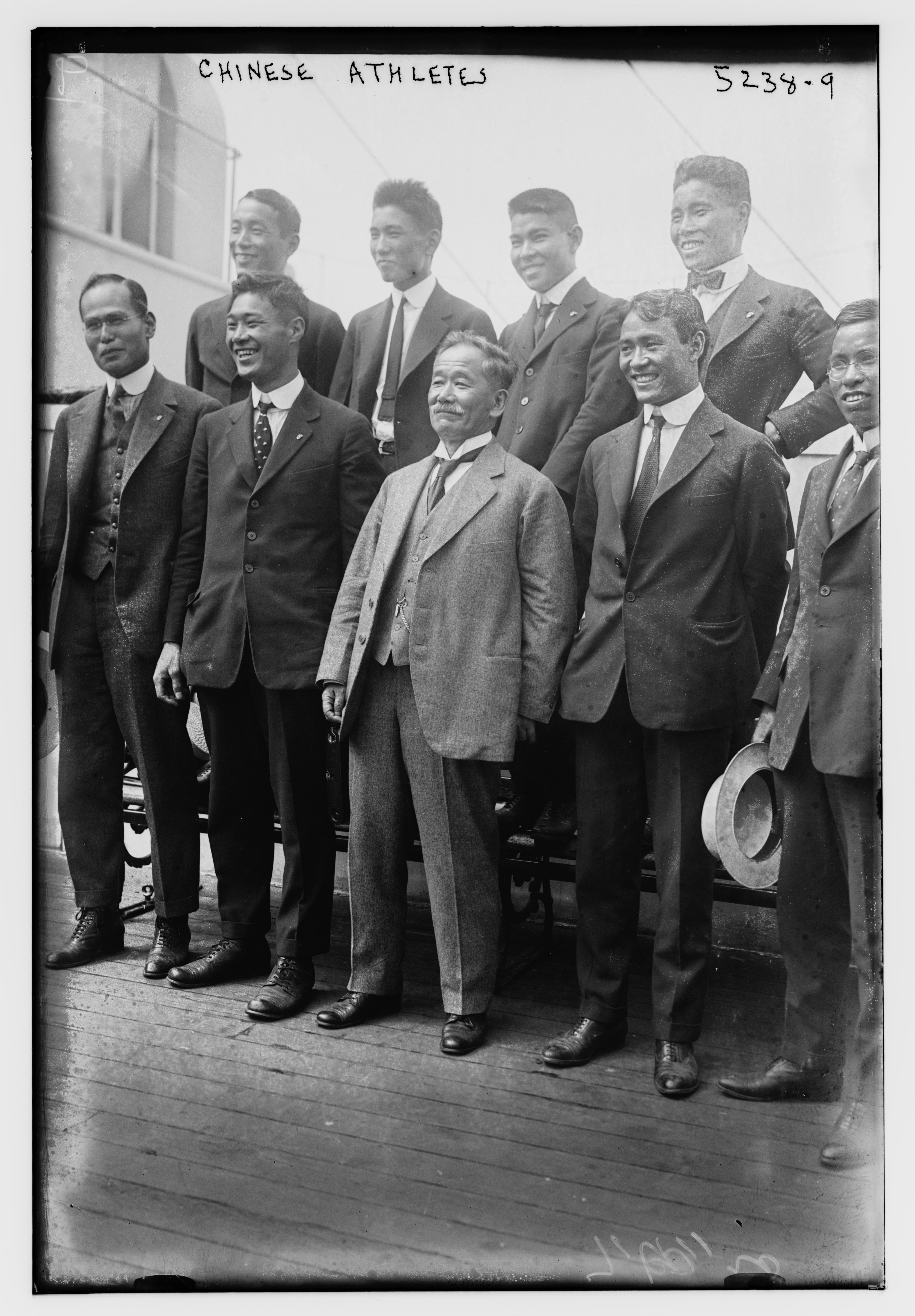
1920年アントワープオリンピックの金栗（後列右端）。前列中央に団長の嘉納治五郎

当時の金栗はランナーとして最も脂がのっていた時期であり、帰国後すぐに真夏の千葉県館山で「耐熱練習」と称し、2か月にわたり炎天下で走る練習を積み重ね、冬になると「耐寒訓練」として厳寒の中走った。東京高師の研究科に進んでからは、自らを鍛えるだけでなく、広く人材を発掘して発展の土台づくりをする活動も行い、全国の師範学校にいる先輩、後輩に手紙を書いたうえで現地を訪ね、自らの練習法を惜しげもなく公開して長距離走の基本を教えたほか、夏の耐熱練習にさまざまな学校から参加者を集めたのをはじめとして、幅広く多数の選手に声をかける合同練習会をしばしば組織するようになった。1914年（大正3年）3月に東京高師を卒業して間もない4月10日に石貫村（現玉名市）の医者の娘である春野スヤと結婚した後、神奈川県師範学校（現・横浜国立大学）、獨逸学協会中学校（現・獨協中学校・高等学校）、東京府女子師範学校（現・東京学芸大学）などで地理の教師として教壇に立ちながら、さらに走りに磨きをかけ、同年11月23日の第2回陸上競技会選手権では再び世界記録を大幅に更新する2時間19分20秒3の記録を樹立した。1916年（大正5年）のベルリンオリンピックではメダルが期待されたが第一次世界大戦の勃発で大会そのものが開催中止になり、その後の1920年（大正9年）のアントワープオリンピック、1924年（大正13年）のパリオリンピックでもマラソン代表として出場した。成績はアントワープでは40km近くまで入賞圏内の5位につけながら、雨と寒さというコンディション下で脚を痛め最終的に16位、続くパリでは32.3km地点で途中棄権に終わっている。 1917年（大正6年）、駅伝の始まりとされる東海道駅伝徒歩競走（京都の三条大橋と東京の江戸城・和田倉門の間、約508キロ、23区間）の関東組のアンカーとして出走する。1920年（大正9年）、第1回東京箱根間往復大学駅伝競走（箱根駅伝）が開催され、金栗もこの大会開催のために尽力している。また現役当時は地下足袋で走っていたが、オリンピック出場後、東京の足袋屋・ハリマヤの黒坂辛作・勝蔵親子に頼んで足袋の改良に取り組み、ハゼ（留め金具）をやめ、甲にヒモが付いた型へと変更、さらにはストックホルムで外国人選手がゴムを底に付けたシューズを履いていたのを見たことがヒントとなってゴム底の「金栗足袋」を開発し、多くの日本のマラソン選手が「金栗足袋」を履いて走ることとなった。

### スポーツ振興とマラソン普及に尽力
金栗は3度のオリンピック参加を通じて、日本でのスポーツ振興の必要性を痛感した。特に女子も参加してスポーツが盛んなヨーロッパでの光景に感銘を受け、将来母となる女学生の心身を鍛えることは国の重大事であると指摘し、1921年（大正10年）東京府女子師範学校に勤めると、初めての女子テニス大会・女子連合競技大会を開催、1923年（大正12年）には関東女子体育連盟を結成するなど、女子体育の振興に尽力する。さらに地理の教師のかたわら、学校をまわって学生らと一緒に走り、スポーツの重要性を語り、競技会や運動会に顔を出してはマラソン普及に努め、暑さに強くなるように真夏の房総海岸での耐熱練習を繰り返し、心肺機能を高めるため富士山麓での高地トレーニングを続けたほか、日本体育・マラソン普及のため、1919年には下関―東京間約1200kmを教え子の秋葉裕之と2人で20日間で走破、その後樺太-東京間（1922年）、九州一周（1931年）を踏破、全国走破を成し遂げた。
1931年（昭和6年）、39歳で故郷の玉名に帰り、学校対抗マラソン大会や駅伝競走を開催するなど県内外においてマラソン普及に努めた。1936年（昭和11年）には日本での初オリンピック準備のため再度上京し、十文字高等女学校（現・十文字中学校・高等学校）にて教員を務めながら開催準備に奔走するが、日中戦争の戦況悪化のため日本は開催を返上することとなった。
1941年（昭和16年）から1945年（昭和20年）まで私立の青葉女学校に勤務。1945年3月に玉名へ再び帰郷してからは、故郷で余生を過ごした。その一方で、1946年（昭和21年）4月に熊本県体育会（現在の熊本県体育協会）が創設されると、初代の会長に就任。1947年（昭和22年）には、自身の苗字を冠した第1回金栗賞朝日マラソンの開催に漕ぎ着けた。この大会は、数度にわたる開催地・コースの変更や「国際マラソン選手権」の日本初指定を経て、1974年（昭和49年）から福岡国際マラソンに改称。2021年（令和3年）限りで終了することが決まっていたが、実際には運営体制を一新したうえで2022年（令和4年）以降も続けられている。また、1948年（昭和23年）には熊本県初代教育委員長に選出された。
1953年（昭和28年）にはボストンマラソン日本選手団長として渡米し、選手団の1人である山田敬蔵が当時の世界記録2時間18分51秒で、日本人参加者としては1951年（昭和26年）の田中茂樹以来2年ぶり、同大会日本人2人目となる優勝を成し遂げた。1960年（昭和35年）には熊本で行われた第15回国民体育大会の最終聖火ランナーとなった。

### 晩年
1967年（昭和42年）3月、金栗がストックホルムオリンピックで棄権の意思をオリンピック委員会に伝えず、「競技中に失踪し、行方不明」、すなわち現在も走り続けている状態として扱われていたことに気付いたオリンピック委員会が金栗を記念式典でゴールさせることにした。そして、金栗はスウェーデンのオリンピック委員会からストックホルムオリンピック開催55周年を記念する式典に招待された。招待を受けた金栗は、ストックホルムへ赴き、競技場をゆっくりと走り、場内に用意されたゴールテープを切った（日付は1967年3月21日）。この時、「日本の金栗、ただいまゴールイン。タイム、54年と8ヶ月6日5時間32分20秒3、これをもって第5回ストックホルムオリンピック大会の全日程を終了します」とアナウンスされた。この記録はオリンピック史上最も遅いマラソン記録であり、今後もこの記録が破られる事は無いだろうと言われている。金栗はゴール後のスピーチで、「長い道のりでした。この間に嫁を娶り、子供6人と孫が10人できました。」とコメントした。なおこの記録は「マラソン完走最長タイム｜ longest time to complete a marathon」としてギネス世界記録に登録されている。
金栗は晩年を故郷の玉名市で過ごし、年老いてなおも朝夕に自宅から小学校まで約800メートルの往復散歩を天候の良し悪しにかかわらず、日課にしていたといい、1983年（昭和58年）11月13日に92歳でその生涯を閉じた。
ストックホルムオリンピックから100年を経た2012年（平成24年）に、金栗のひ孫にあたる男性が金栗を介抱した農家の子孫を訪ねている。

## オリンピックにおける記録
- 第5回 ストックホルム大会〔日本選手団〕（1912年〈明治45年〉 - 1967年〈昭和42年〉） - 最下位（54年8か月6日5時間32分20秒3）[注釈 1]
- 第7回 アントワープ大会〔日本選手団〕（1920年〈大正9年〉） - 16位（2時間48分45秒4）
- 第8回 パリ大会〔日本選手団〕（1924年〈大正13年〉） - 途中棄権

## 顕彰

### 金栗杯
金栗が日本の競走界に多大な功績を残したことを記念した表彰制度として、「金栗四三杯」が富士登山駅伝と箱根駅伝、「金栗四三賞」が福岡国際マラソンに設けられている。
富士登山駅伝では、一般の部の優勝チームに金栗四三杯が贈呈されている。自身が創設に携わった箱根駅伝でも、2004年の第80回大会から、「MVP」に相当する最優秀選手への表彰制度として「金栗四三杯」を新設している。
福岡国際マラソンでは、2022年の大会から運営体制を一新したことを機に、日本人選手内の最上位完走者を表彰する制度として「金栗四三賞」を創設。玉名市からの贈呈をきっかけに設けられた制度で、「金栗が足袋を履いてオリンピックのマラソン競技に挑んだ」とのエピソードを踏まえて、青年期の金栗をかたどったトロフィーや足袋形のランニングシューズを受賞者に授与している。
このほか、「金栗記念選抜中・長距離熊本大会」や「金栗杯玉名ハーフマラソン大会」（玉名市）、「金栗四三翁マラソン大会」（和水町）のように「金栗」の名を冠した大会もある。なお、熊本県民総合運動公園陸上競技場の愛称「KK ウィング」は金栗（KANAKURI）に由来している。

### 銅像
金栗が生前の1969年（昭和44年）、出身校の旧制玉名中学校の後身校である熊本県立玉名高等学校敷地内に銅像が設置され、本人も出席して除幕式が行われた。玉高七不思議のひとつ「真夜中に走り出す金栗四三像」として、生徒の間で語り継がれている。
没後35年が過ぎた2018年（平成30年）11月には、九州新幹線新玉名駅の駅前広場にも銅像が完成し、金栗の3人の娘が出席して除幕式が行われた。

### 受賞・受章など
- 1915年 / 1917年4月29日 - 大日本体育協会功労賞[6]
- 1952年 - 熊日社会賞[6]
- 1953年 - 西日本文化賞[6]
- 1955年
  - 10月23日 - 秩父宮賞[6]
  - 11月3日 - 紫綬褒章[6][16]
- 1957年11月3日 - 熊本県近代文化功労者表彰[6]
- 1958年2月20日 - 朝日文化賞[6]
- 1962年11月1日 - 玉名市名誉市民第1号[6]
- 1964年11月3日 - 勲四等旭日小綬章[6][17]
- 1965年11月10日 - 秋の園遊会招待[6]
- 1983年 - 従五位・銀杯[6]
- 1984年11月 - 三加和町名誉町民（没後追贈、合併による和水町発足後も同町名誉町民となっている）[6]

## 施設
- 金栗四三翁住家・資料館（熊本県玉名市上小田600）[18]
- 金栗四三の生家（旧金栗四三生家記念館、熊本県玉名郡和水町中林546）[19]

## エピソード
- 金栗が残した有名な言葉としては「体力、気力、努力」がよく知られている。出身校である玉名高等学校(在籍時は玉名中学(旧制)）には金栗揮毫の「体力，氣力，努力」の大書の額が掲示されており，第二の校訓のように扱われている。
- 江崎グリコの菓子「グリコ」のパッケージには、発売以来ロゴマークとしてランナーが描かれているが、最初のランナーの絵には「顔が怖い」という感想が寄せられたため、1928年に表情などのデザインが更新された。この際、フォルチュナト・カタロン（フィリピン、短距離走）や谷三三五（短距離走）らとともに金栗の「にこやかなゴールイン姿」が参考にされ、2代目のロゴマークが描かれた[20]。グリコのロゴマークのランナーは大阪の道頓堀グリコサイン（初設置は1935年）に描かれていることでも知られるが、デザインの変更はその後も行われており、2023年時点で用いられているロゴは7代目のデザインである（グリコ (菓子)#マーク参照）。
- 『空飛ぶモンティ・パイソン』の有名なスケッチのひとつに「オリンピックかくれんぼ選手権」というものがある。ランナーがレース途中に行方不明になり発見されるまでの時間を競うという金栗のストックホルムでのエピソードを茶化しており、スケッチに登場したランナーの記録は11年2ヶ月26日9時間3分27秒4だった。なお、ここから派生して現実にも「かくれんぼ世界選手権」というイベントがイタリアで2010年より連年開催されている。
- 2024年のパリオリンピックで男子のマラソン代表となった赤﨑暁は、金栗と同じく熊本県の出身である。赤﨑は同大会で6位に入賞している。

## 著書
- 『ランニング』（金栗四三・明石和衛〈共著〉、菊屋出版部、1916年〈大正5年〉） - 国立国会図書館デジタルコレクション
- 『小学校に於ける競技と其の指導法』（南光社、1924年〈大正13年〉） - 国立国会図書館デジタルコレクション

## 関連書籍
- 金栗四三 閲、豊福一喜、長谷川孝道『走れ２５万キロ　マラソンの父 金栗四三伝』（初版）講談社、1961年5月25日。 NCID BA30348499。国立国会図書館書誌ID:000001020739。：『走れ25万キロ　マラソンの父 金栗四三伝』 - 国立国会図書館デジタルコレクション　国会図書館デジタルコレクション　デジタル化資料個人送信サービスにて閲覧可。
  - 長谷川孝道『走れ二十五万キロ : 「マラソンの父」金栗四三伝』（復刻版）熊本日日新聞社,熊本陸上競技協会、2013年8月。ISBN 9784877554675。
  - 長谷川孝道『走れ二十五万キロ : 「マラソンの父」金栗四三伝』（復刻版 第2版）熊本日日新聞社,熊日出版、2018年5月22日。ISBN 9784877555740。 - 上記復刻版に加筆修正を施したもの
- 浜野卓也著、清水耕蔵（イラスト）『走ったぞ! 地球25万キロ マラソンの父・金栗四三（ノンフィクション・シリーズ かがやく心）』佼成出版社、1987年（昭和62年）5月、ISBN 978-4333012749
- 佐山和夫『箱根駅伝に賭けた夢「消えたオリンピック走者」金栗四三がおこした奇跡』講談社、2011年（平成23年）12月、ISBN 978-4062173896
  - 佐山和夫]『金栗四三 消えたオリンピック走者』潮出版社、2017年（平成29年）、ISBN 978-4267021176
  - 佐山和夫『金栗四三 消えたオリンピック走者』 文庫本、潮出版社、2018年（平成30年）、ISBN 978-4267021602
- 近藤隆夫・廣井章子共著 『金栗四三の生涯「マラソンの父」の波乱の人生』洋泉社、2018年（平成30年）8月30日、ISBN 978-4800315144
- 近藤隆夫『伝説のオリンピックランナー"いだてん"金栗四三』汐文社、2018年（平成30年）9月、ISBN 978-4811324999

## 関連作品
- 日本テレビ制作の『知ってるつもり?!』の1990年9月30日に放送された「幻のマラソン王伝説」において金栗四三が取り上げられ、放送内容が評価され放送批評懇談会主催の第28回ギャラクシー賞奨励賞を受賞した。
- 2009年（平成21年）5月22日の『世界を変える100人の日本人! JAPAN☆ALLSTARS』によれば、ストックホルムオリンピックの一件により金栗は「消えた日本人」として騒がれ、この話をもとにボー・グランディーン（スウェーデン語版）が小説を書いた。
- 2020年8月23日より、和水町で金栗四三をモチーフとした映画『光を走る人』の撮影が開始された。『光を走る人』は2021年4月に完成し、5月8日・9日に玉名市と和泉町で公開された[21]。

### テレビドラマ
- 1999年（平成11年）11月3日、金栗を主人公にテレビ熊本が制作した郷土の偉人シリーズ「夢をかなえた男 マラソン王 金栗四三」（演・井田州彦）がフジネットワーク九州ブロック7局で放送された[22]。

#### 大河ドラマ
- 2019年（平成31年・令和元年）1月6日から12月15日まで、金栗を主人公の一人とした『いだてん〜東京オリムピック噺〜』がNHK大河ドラマとして放送された（演・六代目中村勘九郎）。ドラマの放送開始を控えた2018年（平成30年）12月1日には、熊本県と金栗の出身地でゆかりの深い玉名市、和水町、南関町が金栗の母校である筑波大学（茨城県つくば市）と功績を活用した観光振興やスポーツを通じた教育、地域活性化などに連携して取り組む協定を締結した[23][24]。
- 『いだてん〜東京オリムピック噺〜』の放送にあわせ、玉名郡和水町大田黒に「金栗四三ミュージアム」が2019年（平成31年・令和元年）1月11日から2020年（令和2年）1月13日までの約1年間の期間限定で開館していた[25]。また和水町中林の金栗四三の生家も、2019年1月11日から「金栗四三生家記念館」として特別公開された[19][26]。「金栗四三生家記念館」の開設は当初2019年12月23日までだったが、2021年3月28日まで延長された[19][27]。生家記念館は同年4月1日以降は「金栗四三の生家」の名称で運営され、事前予約で内部の見学も可能である[19][28]。金栗四三が晩年を過ごした玉名市上小田の住家（池部家）も「金栗四三翁住家・資料館」として無料で公開されている[18][29]。
- 筑波大学では『いだてん〜東京オリムピック噺〜』の放送で金栗四三の才能を見出した「柔道の父」「教育の父」として知られる嘉納治五郎(東京高等師範学校校長)など、大学ゆかりの人物・時代背景などが登場することを記念し、『嘉納治五郎・金栗四三 特別展』を筑波大学体育ギャラリー（つくば市）、筑波大学東京キャンパス（文京区）など複数に会場を分け2019年（平成31年・令和元年）1月22日から同年12月25日まで同時開催していた[30][31]。
- 2021年7月23日に都庁前都民広場で行われた東京オリンピック聖火リレー最終日のトーチキス（新型コロナウイルス感染拡大により公道でのリレーの中止による代替措置）では『いだてん〜東京オリムピック噺〜』で金栗四三を演じた中村勘九郎が新宿区の最終ランナーとして登場した。ドラマ作中の金栗四三と同様に髪を刈り、足袋を履いて会場を走り聖火皿に点火した[32][33]。